# Pojbuky
Pojbuky település Csehországban, a Tábori járásban. Pojbuky Vodice, Zadní Střítež, Bradáčov, Smilovy Hory, Těchobuz és Pacov településekkel határos. Lakosainak száma 116 fő (2024. január 1.).

## Népesség
A település lakosságának változását az alábbi diagram mutatja:
| Lakosok száma | 436  | 446  | 473  | 260  | 178  | 123  | 119  | 108  | 114  | 116  |
|               | 1869 | 1890 | 1921 | 1950 | 1980 | 2001 | 2017 | 2019 | 2022 | 2024 |